# 한벽터널
한벽터널(寒碧tunnel) 또는 한벽굴(寒碧窟)은 대한민국 전북특별자치도 전주시 완산구 교동에 있는 폭 4m, 높이 5m, 길이 45m의 말굽형 콘크리트 터널이다. 한벽당 아래를 통과한다.

## 역사
과거 이 터널은 전라선 본선의 일부로, 일제강점기인 1929년~1931년 조선총독부 철도국이 전주~남원간 철도를 건설하면서 시공, 1931년 10월 전라선 전주~남원 구간과 함께 개통되었다. 당시 일제는 조선인들이 신봉하던 풍수지리 사상을 교묘히 이용, 이 곳에 있던 한벽당의 풍광과 정기를 끊기 위해 바로 밑에 터널을 뚫고 전라선 철도를 건설한 것으로 알려져 있다.
일제가 패망하고 대한민국 정부가 수립된 후에도 이 굴은 전라선 전주시 도심 구간의 일부로서 철도 터널로 계속 사용되었으며, 1981년 5월 전라선 동산~신리 구간이 전주시 동부 외곽으로 이설되어 북전주에서 신리에 이르는 구 선로 구간이 폐선됨에 따라 전라선 본선에서 제외되었다. 현재는 한벽당과 전주자연생태박물관, 인근 승암마을로 진입하는 도로(바람쐬는길)의 일부로 활용되고 있다.

## 보존
- 2014년 전주시는 사업비 5,000만원을 투입하여 한벽터널에 철길을 복원하고 LED 조명 설치, 파노라마 액자 진열 등으로 새롭게 단장하여 터널 바로 위의 한벽당과 연계한 관광상품으로 만들겠다는 계획을 발표하였다.[1]
- 2014년 한국철도시설공단은 철도노선 이설 및 현대화로 지금까지 방치되어 온 대한민국 철도 시설물 중 역사적 가치가 높은 문화유산을 발굴, 보존 활용하겠다는 계획을 발표하였는데, 구 신흥리역 급수탑, 구 서도역사와 함께 한벽터널이 포함되었다.[2]

## 같이 보기
- 전라선
- 한벽당